# Teengenerate
Teengenerate — японская панк-рок-группа, существовавшая в период 1993—1996 годах.
После распада группы, часть её участников (Fifi, Fink и Sammy) создали группу Firestater. На момент распада группа состояла из Финка (гитара, вокал), Фифи (гитара, вокал), Сэмми (бас) и Сак (ударные). Первый барабанщик группы носил прозвище Шу (Shoe). В 2005 году Teengenerate воссоединились, чтобы дать серию концертов и отправились в небольшое мировое турне.
Другие проекты участников группы: Fifi and the Mach III, The Raydios и The Tweezers.

## Интересные факты
- Композиция Teengenerate «My GTO» была использована в 2000 году в фильме Дикий ноль (режиссёр Тэцуро Такэути).

## Дискография

### Альбомы
| #       | Информация |
| ------- | --- |
| 1       | Audio Recording - Дата выпуска: 1994                                                                                               |
| 2       | Get Action! - Дата выпуска: 1994 - Рекорд-лейбл: Crypt Records - Форматы: LP, CD                                                   |
| Сборник | Smash Hits!! - Дата выпуска: 22 сентября 1995 - Рекорд-лейбл: Estrus Records - Форматы: LP, CD                                     |
| 3       | Savage!!! = Let’s Go To The Top - Дата выпуска: 12 ноября 1996 - Рекорд-лейбл: Sympathy for the Record Industry - Форматы: 10", CD |

### Синглы
- Get Me Back (1993)
- Sex Cow (1994) (500 special 'blue vinyl' copies released)
- I Don’t Mind (1994)
- «Car Crazy !…» Dirty Robber (1994)
- No Time (1995)
- Out of Sight (1995)
- Flying Over You (1996)
- Dressed in Black (1996)
- Wild Wild Teengenerate (1996) (Teengenerate play 3 songs of the Belgian band The Kids)
- V.M.Live issue #22 (November 2, 1997)

## Сплиты
- Split with Stepford 5
- Split with American Soul Spiders
- Split with Screaming Bloody Marys (1994)
- Split with Rip Offs (1994)
- Split with Bum

## Компиляции
- The Estrus Cocktail Companion — «Let’s Take Another Booze»
- Pop Goes the Weasel Vol 1. (1994)
- Cheapo Crypt Sampler CD — «Get Me Back» (1994)
- Watch for Me Girl, A Tribute to DMZ (1994)
- Turban Renewal: A Tribute to Sam the Sham & The Pharaohs (1994) (LP version released as well)
- 500 Miles to Glory — «My G.T.O.» (1995) (Reissued September 9, 1997 with bonus «Picture Disc»)
- Oh Canaduh! (August 15, 1996)
- Tokyo Trashville Compilation CD
- The R.A.F.R. Vol. 1 Compilation CD (1995)
- Not So Pretty, Pretty Things tribute (1995)
- Searching for Cool (Only 500 copies)
- Skookum Chief Powered Teenage Zit Rock Angst (1995)
- Wild News from the World CD
- Viva La Vinyl Vol. 2
- Cheapo Crypt Sampler #2! (1997)
- Flaming Burnout, Estrus Benefit Compilation CD (1997)
- The Early Ones (1999)
- Certain Damage !

## VHS
- Bottle Up & Go!
- Power Ground Video Vol. 2

## Дополнительные ссылки
- 30 November 1995 Interview in L.A.
- Grunnen Rocks — Teengenerate
- Yahoo Music
- VH1